# Tomás Marcos
Tomás Marcos Arias (Madrid, 12 de marzo de 1966) es un educador social y político español. Fue el portavoz de Ciudadanos en el Senado entre enero y junio de 2021.

## Biografía
Nacido en Madrid el 12 de marzo de 1966, es licenciado en Psicología y diplomado en Comunicación en las campañas políticas y el lobby, además de experto en creatividad social y diversidad funcional. Ha sido director de la Fundación Autismo Diario en la Comunidad de Madrid. En las elecciones a la Asamblea de Madrid de 2015 fue elegido diputado por Ciudadanos y posteriormente fue nombrado senador por designación de la Asamblea de Madrid.
En enero fue designado portavoz de Cs en el Senado en sustitución de Lorena Roldán. En las elecciones a la Asamblea de Madrid de 2021, su partido perdió la representación autonómica en la región, y perdió sus puestos en el senado.